# 静内インターチェンジ
静内インターチェンジ（しずないインターチェンジ）は、北海道日高郡新ひだか町静内神森に建設中の日高自動車道のインターチェンジである。IC名称は仮称である。
当初は新ひだか町静内駒場にて国道235号に接続する位置で計画されていたが、津波浸水想定区域を避けるため2016年に内陸部へのルート変更が行われ現計画となった。

## 歴史
- 未定 : 新冠IC - 静内IC間（厚賀静内道路）開通に伴い供用開始予定。

## 周辺
- 新ひだか町静内第三中学校
- 新ひだか町役場

## 接続する道路
- 直接接続
  - 北海道道71号平取静内線

## 隣
E63 日高自動車道（厚賀静内道路 / 静内三石道路）
新冠IC（事業中） - 静内IC（仮称）（事業中） - 東静内IC（仮称）（事業中）